# Чемпионат России по футболу среди женщин 2006 (первый дивизион)
Первый дивизион по футболу среди женских команд 2006 — 15-й футбольный турнир Первого дивизиона — второго по силе дивизиона в системе женских футбольных лиг России. Победителем Первого дивизиона во второй раз подряд стала воронежская Энергия. По финансовым причинам также второй раз подряд Энергия отказалась переходить в Высший дивизион 2007 и в нее перешли дебютанты Первого дивизиона Звезда-2005 и СКА, занявшие 2 и 3 места.

## Участники
Сводная статистика участников
учтены матчи завершённых сезонов
без учёта мячей забитых в сериях послематчевых пенальти
с учётом технических результатов

| команда          | команда         | сезоны | сезоны               | Результаты выступлений | Результаты выступлений | Результаты выступлений | Результаты выступлений | Результаты выступлений | Результаты выступлений | Результаты выступлений | Результат в сезоне 2005    | Примечания         |
| наименование     | город           | #      | года                 | И                      | В                      | Н                      | П                      | ЗМ                     | ПМ                     | РМ                     | Результат в сезоне 2005    | Примечания         |
| ---------------- | --------------- | ------ | -------------------- | ---------------------- | ---------------------- | ---------------------- | ---------------------- | ---------------------- | ---------------------- | ---------------------- | -------------------------- | ------------------ |
| Анненки          | Калуга          | 5      | 2000—2002, 2004—2005 | 62                     | 37                     | 7                      | 18                     | 184                    | 77                     | +107                   | Первый дивизион, 4-е место |                    |
| Балтия-Локомотив | Калининград     | 5      | 2001—2005            | 58                     | 9                      | 2                      | 35                     | 34                     | 187                    | -153                   | Первый дивизион, 8-е место | Балтия (2001—2003) |
| Энергия          | Воронеж         | 1      | 2005                 | 14                     | 11                     | 2                      | 1                      | 64                     | 9                      | +55                    | Первый дивизион, 1-е место |                    |
| Искра            | Санкт-Петербург | 1      | 2005                 | 14                     | 6                      | 2                      | 6                      | 20                     | 28                     | -8                     | Первый дивизион, 5-е место |                    |
| Звезда-2005      | Пермь           | —      | —                    | —                      | —                      | —                      | —                      | —                      | —                      | —                      | —                          | дебютант           |
| СКА              | Ростов-на-Дону  | —      | —                    | —                      | —                      | —                      | —                      | —                      | —                      | —                      | —                          | дебютант           |
| Россиянка-2      | Звенигород      | —      | —                    | —                      | —                      | —                      | —                      | —                      | —                      | —                      | —                          | дебютант           |

Клуб «Нева», занявший последнее место в Высшем дивизионе 2005 должен был выступать в Первом дивизионе 2006, но прекратил выступления в большом футболе.
Чемпион Первого дивизиона 2005 «Энергия» в связи с финансовыми трудностями отказалась переходить в Высший дивизион.
Клубы Первого дивизиона 2005 «Жемчужина» и «Есения» прекратили существование в межсезонье.

## Турнирная таблица
| Поз | Команда                        | И  | В | Н | П  | МЗ | МП | РМ  | О  | Квалификация или выбывание |
| --- | ------------------------------ | -- | - | - | -- | -- | -- | --- | -- | -------------------------- |
| 1   | Энергия (Воронеж)              | 10 | 8 | 2 | 0  | 49 | 5  | +44 | 26 |                            |
| 2   | Звезда-2005 (Пермь)            | 10 | 7 | 1 | 2  | 30 | 3  | +27 | 22 | Переход в Высший дивизион  |
| 3   | СКА (Ростов-на-Дону)           | 10 | 7 | 0 | 3  | 58 | 8  | +50 | 21 | Переход в Высший дивизион  |
| 4   | Искра (Санкт-Петербург)        | 10 | 4 | 1 | 5  | 17 | 14 | +3  | 13 |                            |
| 5   | Россиянка-2 (Звенигород)       | 10 | 2 | 0 | 8  | 11 | 46 | -35 | 6  |                            |
| 6   | Балтия-Локомотив (Калининград) | 10 | 0 | 0 | 10 | 2  | 91 | -89 | 0  |                            |
| —   | Анненки (Калуга)               | —  | — | — | —  | —  | —  | —   | —  | снялся                     |

1. ↑  «Энергия» в связи с финансовыми трудностями отказалась переходить в Высший дивизион 2007
2. ↑  «Анненки», проведя два матча, снялись с соревнований по финансовым причинам — результаты аннулированы

## Результаты матчей
6 команд сыграли каждая с каждой в два круга (дома и в гостях).
| Команда                        | ЭНЕ  | ЗВЕ  | СКА  | ИСК | РОС | БАЛ  | АНН |
| ------------------------------ | ---- | ---- | ---- | --- | --- | ---- | --- |
| Энергия (Воронеж)              |      | 1:0  | 2:1  | 4:1 | 4:1 | 15:0 | —   |
| Звезда-2005 (Пермь)            | 0:0  |      | 1:0  | 1:0 | 1:0 | 10:0 | —   |
| СКА (Ростов-на-Дону)           | 0:3  | 1:0  |      | 5:1 | 6:0 | 19:0 | —   |
| Искра (Санкт-Петербург)        | 0:0  | 1:2  | 0:2  |     | 1:0 | 6:0  | —   |
| Россиянка-2 (Звенигород)       | 1:8  | 0:10 | 1:11 | 0:4 |     | 5:0  | —   |
| Балтия-Локомотив (Калининград) | 1:12 | 0:5  | 0:13 | 0:3 | 1:3 |      | —   |
| Анненки (Калуга)               | —    | —    | —    | 0:8 | —   | 1:0  |     |

 Домашняя победа  •  Ничья •  Домашнее поражение